# Зеленские

Герб Дмитрия Зеленского

Зеленские (пол. Zieleński) — дворянские роды.
Известно два рода:
Потомство Дмитрия Зеленского, полковника Лубенского (1701—1708). Род угасший. Герб из Малороссийского гербовника: «Башня пронзённая стрелою наискось вправо. Нашлемник: вооружённая мечом рука».
Другой род — потомки Михаила Самуиловича Зеленского, признан в потомственном дворянстве 11 апреля 1885 года. Герб из Общего Гербовника (описание в обработке И.В. Борисова): «В чёрном щите рука в золотой одежде и серебряном рукаве выходит с левого бока и держит серебряный скальпель. Над щитом дворянский шлем с короной. Нашлемник: пять страусовых перьев: среднее и крайние — чёрные, остальные — золотые. На них лежит серебряный свёрток. Намет: справа — чёрный с золотом, слева — черный с серебром. Щитодержатели: два золотых льва с червлёными глазами и языками. Девиз: «In scientia veritas» золотыми буквами на черной ленте». 